# Lily Love
Lily Love (Gulf Shores, Alabama; 11 de diciembre de 1991) es una actriz pornográfica y modelo erótica estadounidense.

## Biografía
Nació y creció en el estado de Alabama, en una familia con raíces alemanas y polacas. Debutó como actriz en la industria pornográfica en 2012, cuando contaba 21 años, siendo representada desde su comienzo por la agencia 101 Models. En diciembre de 2012 fue elegida por la revista Penthouse pet del mes.
Como actriz, ha trabajado con estudios como Pure Play Media, Girlfriends Films, Bangbros, Brazzers, Reality Kings, Hustler, Mofos, SexArt, Jules Jordan Video, Vixen, Blacked, Elegant Angel, Naughty America, Girlsway, Evil Angel o Hard X, entre otras.
En 2014 protagonizó una sesión fotográfica con las chicas que posaban para la revista Penthouse. Al año siguiente protagonizó la edición de noviembre de la revista Hustler.
En 2015 recibió su primeras nominación en el circuito profesional de la industria, en los Premios XBIZ en la categoría de Mejor actriz en película de sexo en pareja por The Escort Vol. 2.
En 2017 grabó para Blacked, en My First Interracial, su primera escena de sexo interracial con el actor Jax Slayher.
Hasta la actualidad ha rodado más de 290 películas como actriz.
Algunos trabajos suyos son Art of Romance 2, Blacked Raw, Double Breasted, Erotic Encounters, Girls Who Love Girls, Hot Bodies, Monster Curves 22, Neighbor Affair 28, Pure Desire, Racks o Stacked.

## Premios y nominaciones
| Año  | Ceremonia         | Resultado | Premio                                     | Trabajo           |
| ---- | ----------------- | --------- | ------------------------------------------ | ----------------- |
| 2013 | Sex Awards        | Nominada  | Hottest New Girl                           | —                 |
| 2013 | Sex Awards        | Nominada  | Porn's Best Body                           | —                 |
| 2015 | Premios XBIZ      | Nominada  | Mejor actriz en película de sexo en pareja | The Escort Vol. 2 |
| 2019 | Spank Bank Awards | Nominada  | Master of Missionary                       | —                 |
| 2019 | Spank Bank Awards | Nominada  | Most Underrated Slut                       | —                 |